# Guidoval
Guidoval este un oraș în Minas Gerais (MG), Brazilia.